# Sv. Petra Hrib
Sv. Petra Hrib je naselje u slovenskoj Općini Škofji Loki. Sv. Petra Hrib se nalazi u pokrajini Gorenjskoj i statističkoj regiji Gorenjskoj. 

## Stanovništvo
Prema popisu stanovništva iz 2002. godine naselje je imalo 32 stanovnika.